# Discographie de JYJ
La discographie du boys band sud-coréen JYJ (anciennement connu Junsu/Jejung/Yuchun au Japon) comporte trois albums studios, deux mini-albums et sept singles.

## Albums

### Albums studios
| Titre                                                                                       | Détails | Meilleures positions | Meilleures positions | Ventes                                                                                               | Certifications |
| Titre                                                                                       | Détails | COR                  | JPN ,                | Ventes                                                                                               | Certifications |
| Anglais                                                                                     | Anglais | Anglais              | Anglais              | Anglais                                                                                              | Anglais        |
| ------------------------------------------------------------------------------------------- | --- | -------------------- | -------------------- | --- | -------------- |
| The Beginning                                                                               | - Date de sortie : 14 octobre 2010 - Label : Warner Korea - Formats : CD / 2CD+DVD, téléchargement numérique         | 1                    | 17                   | - COR: Plus de 316 576 (toutes les versions),                                                        |                |
| Coréen                                                                                      | |                      |                      | |                |
| In Heaven                                                                                   | - Date de sortie : 28 septembre 2011 - Label : C-JeS Entertainment - Formats : CD / CD+DVD, téléchargement numérique | 1                    | 8                    | - Monde entier : Plus de 350 000 (toutes les versions) - COR: Plus de 291 267 (toutes les versions), |                |
| Just Us                                                                                     | - Date de sortie : 29 juillet 2014 - Label : C-JeS Entertainment - Formats : CD, téléchargement numérique            | 1                    | 2                    | - COR: Plus de 168 836 - JPN: Plus de 44 866                                                         |                |
| "—" montre qu'aucun classement n'a été atteint ou que ce n'est pas sorti dans cette région. | |                      |                      | |                |

### Extended plays
| Titre                                                                                       | Détails | Meilleures positions | Meilleures positions | Ventes                 | Certifications |
| Titre                                                                                       | Détails | COR                  | JPN                  | Ventes                 | Certifications |
| Japonais                                                                                    | Japonais | Japonais             | Japonais             | Japonais               | Japonais       |
| ------------------------------------------------------------------------------------------- | --- | -------------------- | -------------------- | ---------------------- | -------------- |
| The...                                                                                      | - Date de sortie : 8 septembre 2010 - Label : Rhythm Zone - Formats : CD / CD+DVD, téléchargement numérique | —                    | 1                    | - JPN: Plus de 175 000 | - RIAJ: Or     |
| Coréen                                                                                      | |                      |                      |                        |                |
| Their Rooms "Our Story"                                                                     | - Date de sortie : 15 janvier 2011 - Label : C-JeS Entertainment - Formats : Essaybook+CD                   | —                    | —                    | - COR: Plus de 200 000 |                |
| "—" montre qu'aucun classement n'a été atteint ou que ce n'est pas sorti dans cette région. | |                      |                      |                        |                |

### Album live
- Thanksgiving Live in Dome (2011)[14],[15]

## Singles
| Titre                                                                                       | Année   | Meilleures positions | Meilleures positions | Meilleures positions | Meilleures positions | Ventes                   | Certifications | Album                       |
| Titre                                                                                       | Année   | COR                  | KOR Billboard        | JPN Oricon           | JPN Billboard        | Ventes                   | Certifications | Album                       |
| Anglais                                                                                     | Anglais | Anglais              | Anglais              | Anglais              | Anglais              | Anglais                  | Anglais        | Anglais                     |
| ------------------------------------------------------------------------------------------- | ------- | -------------------- | -------------------- | -------------------- | -------------------- | ------------------------ | -------------- | --------------------------- |
| Ayyy Girl (featuring Kanye West, Malik Yusef)                                               | 2010    | 19                   | —                    | —                    | —                    |                          |                | The Beginning               |
| Empty                                                                                       | 2010    | 18                   | —                    | —                    | —                    |                          |                | The Beginning               |
| Coréen                                                                                      |         |                      |                      |                      |                      |                          |                |                             |
| Get Out                                                                                     | 2011    | 8                    | 10                   | —                    | —                    | - COR: Plus de 1 252 732 |                | In Heaven                   |
| In Heaven                                                                                   | 2011    | 5                    | 10                   | —                    | —                    | - COR: Plus de 1 208 645 |                | In Heaven                   |
| Only One                                                                                    | 2013    | 87                   | 91                   | —                    | 52                   |                          |                | 2014 Incheon Asiad (single) |
| Back Seat                                                                                   | 2014    | 6                    | —                    | —                    | —                    | - COR: Plus de 436 437   |                | Just Us                     |
| Japonais                                                                                    |         |                      |                      |                      |                      |                          |                |                             |
| Wake Me Tonight                                                                             | 2015    | —                    | —                    | 2                    | 3                    | - JPN: 155 271           | RIAJ: TBA      | Pas de sortie d'album       |
| "—" montre qu'aucun classement n'a été atteint ou que ce n'est pas sorti dans cette région. |         |                      |                      |                      |                      |                          |                |                             |

## Autres chansons classées
| Titre                                                                                       | Année | Meilleures positions | Meilleures positions | Album         |
| Titre                                                                                       | Année | COR                  | KOR Billboard        | Album         |
| ------------------------------------------------------------------------------------------- | ----- | -------------------- | -------------------- | ------------- |
| Be My Girl                                                                                  | 2010  | 52                   | —                    | The Beginning |
| Still in Love                                                                               | 2010  | 72                   | —                    | The Beginning |
| I Love You (featuring Flowsik)                                                              | 2010  | 69                   | —                    | The Beginning |
| I Can Soar                                                                                  | 2010  | 74                   | —                    | The Beginning |
| Be The One                                                                                  | 2010  | 80                   | —                    | The Beginning |
| Fallen Leaves                                                                               | 2011  | 48                   | 66                   | In Heaven     |
| The Boy's Letter                                                                            | 2011  | 30                   | 43                   | In Heaven     |
| Mission                                                                                     | 2011  | 61                   | 93                   | In Heaven     |
| You're                                                                                      | 2011  | 43                   | 63                   | In Heaven     |
| Nine                                                                                        | 2011  | 70                   | —                    | In Heaven     |
| I.D.S                                                                                       | 2011  | 73                   | —                    | In Heaven     |
| Pierrot                                                                                     | 2011  | 75                   | —                    | In Heaven     |
| Fallen Leaves                                                                               | 2014  | 41                   | —                    | Just Us       |
| 7 Years                                                                                     | 2014  | 43                   | —                    | Just Us       |
| Dad, You There?                                                                             | 2014  | 50                   | —                    | Just Us       |
| So So                                                                                       | 2014  | 40                   | —                    | Just Us       |
| 2:30 AM                                                                                     | 2014  | 42                   | —                    | Just Us       |
| Let Me See                                                                                  | 2014  | 45                   | —                    | Just Us       |
| Thirty..                                                                                    | 2014  | 51                   | —                    | Just Us       |
| Baboboy                                                                                     | 2014  | 55                   | —                    | Just Us       |
| Dear J                                                                                      | 2014  | 57                   | —                    | Just Us       |
| Creation                                                                                    | 2014  | 58                   | —                    | Just Us       |
| Valentine                                                                                   | 2014  | 60                   | —                    | Just Us       |
| "—" montre qu'aucun classement n'a été atteint ou que ce n'est pas sorti dans cette région. |       |                      |                      |               |

## Vidéographie

### Clips vidéos
| Année | Chanson   | Album                     | Artiste(s) | Membre(s) | Membre(s) | Membre(s) | Réf.   |
| Année | Chanson   | Album                     | Artiste(s) | Jaejoong  | Yoochun   | Junsu     | Réf.   |
| ----- | --------- | ------------------------- | ---------- | --------- | --------- | --------- | ------ |
| 2010  | Ayyy Girl | The Beginning             | JYJ        | x         | x         | x         |        |
| 2011  | In Heaven | In Heaven                 | JYJ        |           |           | x         |        |
| 2011  | Get Out   | In Heaven                 | JYJ        | x         | x         | x         |        |
| 2013  | Only One  | 2014 Incheon Asiad Single | JYJ        | x         | x         | x         | [ 20 ] |
| 2014  | Back Seat | Just Us                   | JYJ        | x         | x         | x         |        |